# Miejscownik
Miejscownik (łac. locativus) – forma używana do opisu miejsca akcji. W języku polskim nigdy nie występuje samodzielnie, do opisu miejsca zawsze używa się wyrażeń przyimkowych : o bigosie, w Jaworzynie Śląskiej, przy torach.

## Końcówki miejscownika
Rzeczowniki twardotematowe mają w miejscowniku najczęściej końcówkę -e – o kocie, miękkotematowe -u – w grudniu. Również rzeczowniki zakończone na k, g, ch przybierają końcówkę u: Bogu, roku, piachu.

## Pozycja w zdaniu
Rzeczowniki w miejscowniku występują najczęściej jako okoliczniki miejsca
- Twoje dzieci siedzą na drzewie.
- Tańczyła przy rurze, wdzięcząc się do klientów.
- Następną stacją po Obornikach Śląskich jest Osola.